# Абико
Абико (јап. 我孫子市) град је у Јапану у префектури Чиба. Налази се на острву на острву Хоншу, на око 30 километара североисточно од Токија. Град се налази између реке Тоне, и мочваре језера Тега. Под утицајем урбанизације, Абико је постао предграђе градова Токија и Нарите. Налази се на железницама Јобан и Нарита, на око 39 километара западно од новог токијског међународног аеродрома (који је отворен 1978) у Нарити. Према попису становништва из 2005. у граду је живело 131.205 становника.
Главна индустрија Абика је пољопривреда, углавном узгајање цвећа. Мочвара језера Тега је популарна локација за посматрање птица, и лов на патке. Јапански писци, Мушанокоји Санеацу и Шига Наоја су имали куће на северној обали језера Тега, које је познато по лепој природи. За време Едо периода (1603. – 1867), град Абико је био одмориште за путнике на Мито Каидоу, једном од историјских путева који спајају Едо (данашњи Токио) са околним провинцијама.

## Становништво
Према подацима са пописа, у граду је 2005. године живело 131.205 становника.
| 1995.   | 2000.   | 2005.   |
| ------- | ------- | ------- |
| 124.257 | 127.733 | 131.205 |